# La Encina
La Encina település Spanyolországban, Salamanca tartományban. La Encina El Bodón, Carpio de Azaba, Ciudad Rodrigo, Pastores, Martiago és Herguijuela de Ciudad Rodrigo községekkel határos. Lakosainak száma 100 fő (2024).

## Népesség
A település népessége az elmúlt években az alábbi módon változott:
| Lakosok száma | 196  | 160  | 134  | 139  | 122  | 121  | 108  | 99   | 101  | 100  |
|               | 2001 | 2004 | 2007 | 2009 | 2012 | 2014 | 2017 | 2019 | 2022 | 2024 |